# Ansitz Kreuzhof

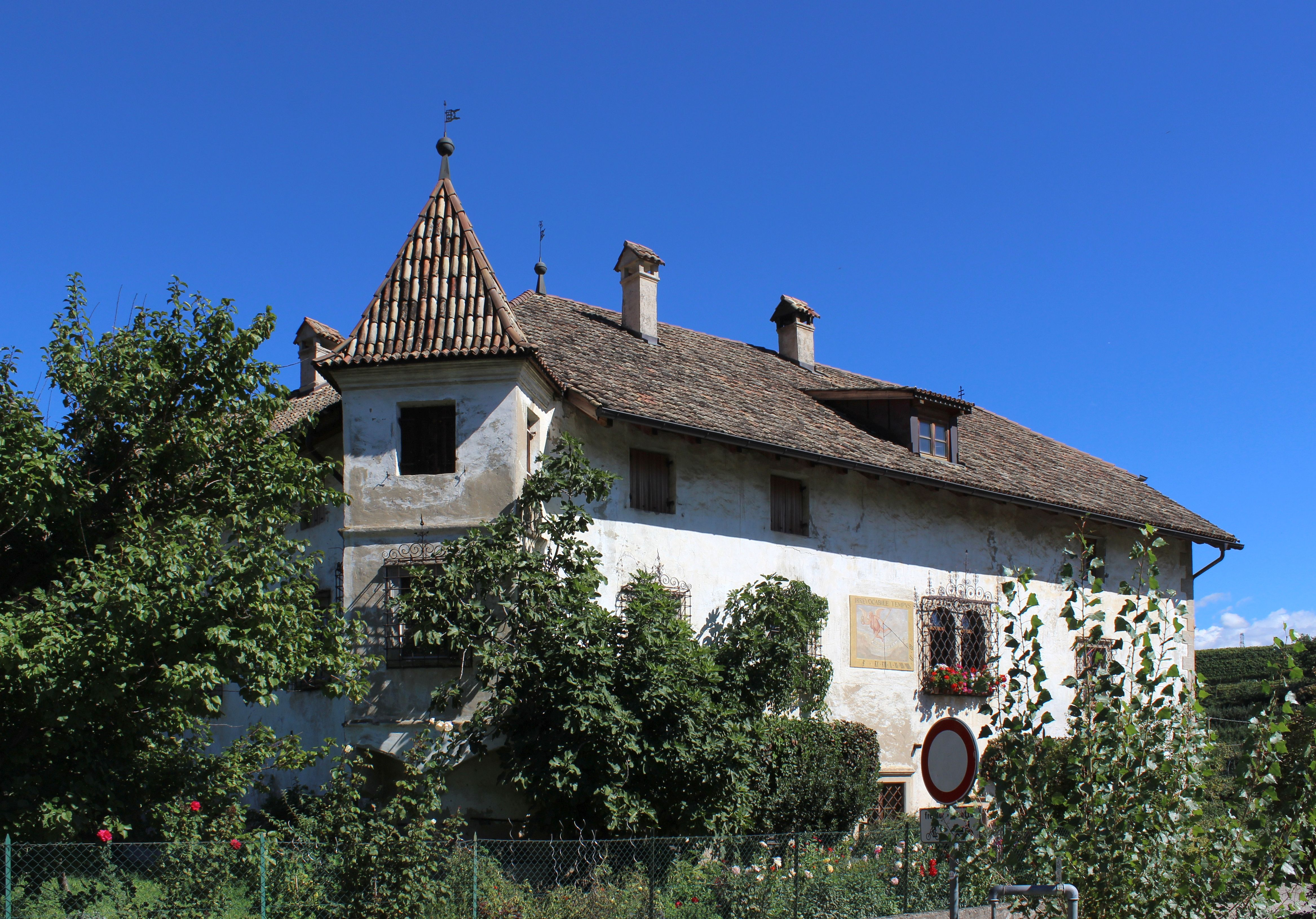
Ansitz Kreuzhof

Der Kreuzhof, auch Ansitz Kreuzweg, ist ein ehemaliger Ansitz etwas südlich von St. Michael, einer Fraktion der Gemeinde Eppan in Südtirol.

## Geschichte

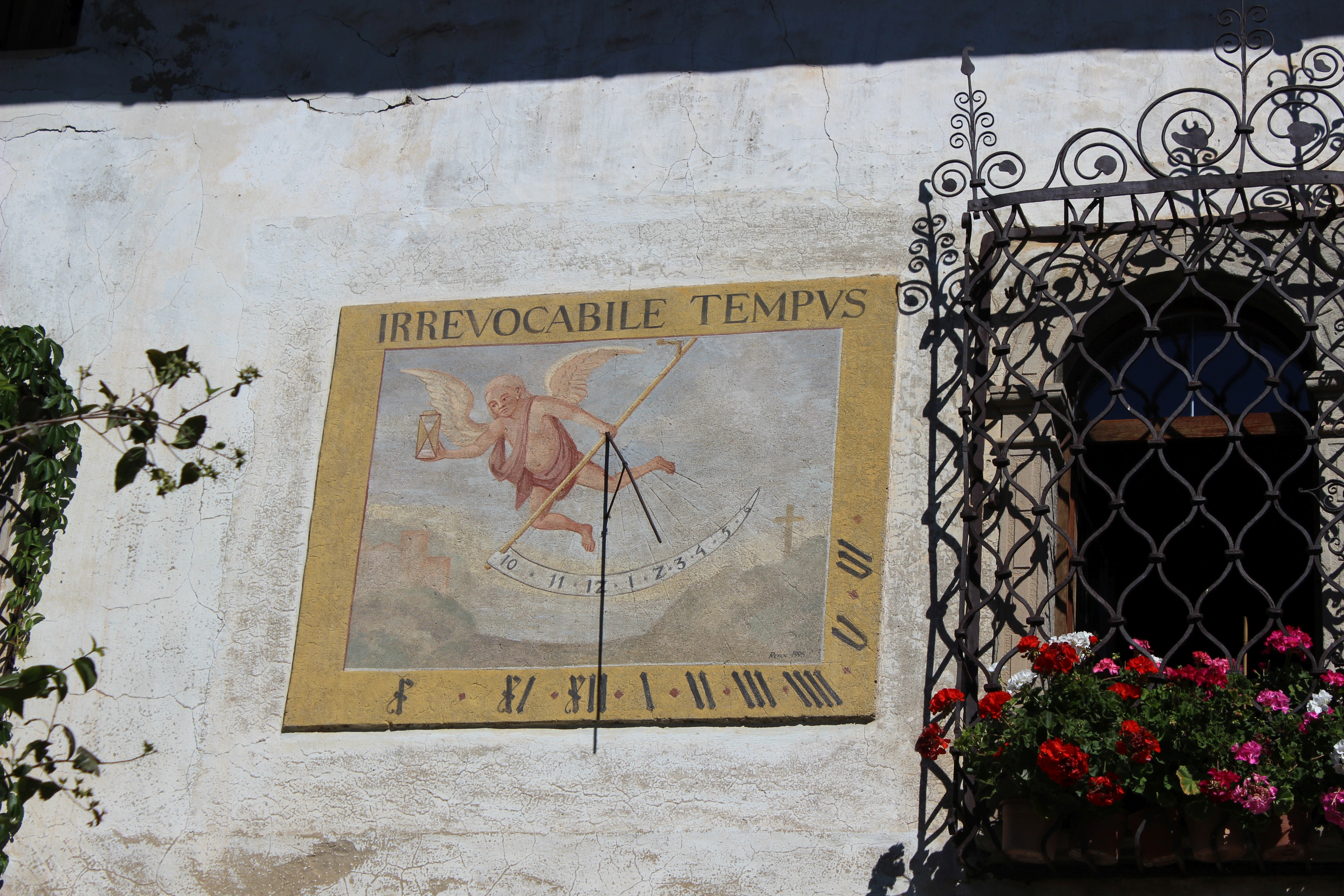
Sonnenuhr

Das Weingut Kreuzhof stammt im Kern aus dem Mittelalter. Es erhielt seinen Namen vom Kreuzweg, einer Ortslage, die seit dem späten 13. Jahrhundert als ad viam Crusaram, Chraeuczweg, am Krewczweg zu Eppan bzw. im 15. Jahrhundert mit dem Hofnamen Creutzweger, Kreutzweger urkundlich bezeugt ist. Nach dem Tode von Johann Jakob von Thalhammer († 1674) erbte das Gut seine Tochter Regina, die seit 1677 mit Franz von Zephyris verheiratet war. Das Ehepaar ließ das Anwesen 1681 großzügig im Renaissancestil mit einem Erker, einer Freitreppe und einem Innenhof erweitern und umgestalten. Dabei wurde auch das Wirtschaftsgebäude zu Wohnzwecken ausgebaut. 1747 kam der Hof durch Tausch an das Augustiner-Chorherren-Stift Beyharting, das bis zur Säkularisation Eigentümer blieb. 1807 fiel das Anwesen in bäuerlichen Besitz. Seit 22. März 1951 steht das Gebäude unter Denkmalschutz.